# Heimia myrtifolia
Heimia myrtifolia é uma espécie de planta com flor pertencente à família Myrtaceae. 
A autoridade científica da espécie é Cham. & Schltdl., tendo sido publicada em Linnaea 2: 347–348. 1827.

## Portugal
Trata-se de uma espécie presente no território português, nomeadamente no Arquipélago dos Açores.
Em termos de naturalidade é introduzida na região atrás indicada.

## Protecção
Não se encontra protegida por legislação portuguesa ou da Comunidade Europeia.